# Hazám, hazám
A Hazám, hazám Erkel Ferenc Bánk bán című operájának leghíresebb áriája, mely közismert címét a szöveg egy részletéről kapta. Az eredeti szövegkönyvet Egressy Béni írta. Később a szövegét Nádasdy Kálmán költötte át.
Az ária legnagyobb hatású előadója Simándy József volt. 1996-os magyarországi fellépése során magyarul elénekelte Plácido Domingo is, aki tervbe vette, hogy megszervezi az opera washingtoni előadását, erre azonban akkor nem került sor. 2010 végén Szőcs Géza kulturális államtitkár és Plácido Domingo bejelentette, hogy magyar állami támogatással Los Angelesben kerülhet sor a következő idényben a Bánk bán amerikai bemutatójára.
A könnyűzenében többek között feldolgozta a Kárpátia együttes.
Hagyományosan a Magyar Honvédség szerződéses és hivatásos állományába lépő katonák az ária katonazenekari átiratának dallamára teszik le hivatali esküjüket.
| Az ária Nádasdy Kálmán-féle szövege: Mint száműzött, ki vándorol A sűrű éjen át, S vad förgetegben nem lelé Vezérlő csillagát, Az emberszív is úgy bolyong, Oly egyes-egyedül, Úgy tépi künn az orkán, Mint az önvád itt belül. Csak egy nagy érzés éltetett Sok gond és gyász alatt, Hogy szent hazám és hős nevem Szeplőtlen megmarad. Most mind a kettő orvosra vár, S míg itt töprenkedem, Hazám borítja szemfödél S elvész becsületem! Hazám, hazám, te mindenem! Tudom, hogy életem neked köszönhetem. Arany mezők, ezüst folyók, Hős vértől ázottak, könnytől áradók. Sajgó sebét felejti Bánk, Zokog, de szolgálja népe szent javát. Magyar hazám, te mindenem! Teérted bátran meghalok, Te szent magyar hazám! Az utolsó három sor másik változata: Magyar hazám, megáldalak! Szép érted élni, érted halni, Te hős magyar hazám! | Egressy Béni eredeti szövege: Miként vándor, ki tévedez viharzó éjjelen, Avagy hajós a szélvésztől korbácsolt tengeren... Úgy ingadoz felzaklatott lelkem határtalan S vezércsillag nincs kétségem vad pusztaságiban. Amott hangzik kipusztított hazám rémes jaja, Itt elgázolt becsületem haldokló sóhaja. Oh, mind a kettő orvosra vár S míg itt töprenkedem; Hazámra szemfödél borul, elvész becsületem! Hazám, hazám, te mindenem! Hisz mindenem neked köszönhetem. Hazám, hazám, te mindenem! Rajtad előbb kell, előbb segítenem. Szegény hazám, te mindenem! Rajtad előbb kell, előbb segítenem. Magyar hazám, te mindenem! Rajtad előbb segítenem, Előbb kell segítenem! |

## Felvételek
- Simándy József: Katona J.-Erkel F.-Bánk bán-Hazám, Hazám (youtube)
- Bánk bán - Hazám, hazám (youtube; énekel Simándy József)
- Placido Domingo sings Hazam, Hazam in Hungarian (youtube)